# 8190 Буґер
8190 Буґе́р (8190 Bouguer) — астероїд головного поясу, відкритий 20 липня 1993 року.
Тіссеранів параметр щодо Юпітера — 3,647.